# Francis Gillet
Francis Warrington Gillet (ur. 28 listopada 1895 w Baltimore, zm. 21 grudnia 1969 tamże) – amerykański as myśliwski z czasów I wojny światowej z 20 potwierdzonymi zwycięstwami powietrznymi. Drugi po Edwardzie Rickenbackerze as myśliwski USA z I wojny światowej.
Francis W. Gillet po uzyskaniu dyplomu University of Virginia próbował zaciągnąć się do służby w United States Air Force. Z powodu zbyt młodego wieku uzyskał odmowę. Gillet udał się do Kanady i zaciągnął do RFC pod przybranym nazwiskiem. Po ukończeniu wstępnego treningu został skierowany do Anglii i po przejściu dalszego treningu pilotażu 29 marca 1918n roku został przydzielony do No. 79 Squadron RAF wyposażonego w samoloty Sopwith Dolphin.
Pierwsze zwycięstwo powietrzne odniósł nad niemieckim balonem obserwacyjnym w okolicach Estaires w dniu 18 sierpnia 1918 roku.
Tytuł asa myśliwskiego uzyskał 1 września zestrzeliwując kolejny balon. Ostatnie zwycięstwo potrójne odniósł 10 listopada zestrzeliwując w ciągu 5 minut trzy niemieckie samoloty Fokker D.VII.
Po zakończeniu wojny prowadził kilka firm m.in. był prezesem Gillet-Wright Inc., dyrektorem Gillet Realty Corp. i wiceprezesem Gillet Co.